# 北海道道936号丹羽今金線
北海道道936号丹羽今金線（ほっかいどうどう936ごう にわいまかねせん）は、北海道久遠郡せたな町と瀬棚郡今金町を結ぶ一般道道（北海道道）である。

## 概要

### 路線データ
- 起点：北海道久遠郡せたな町北檜山区丹羽（国道230号交点）
- 終点：北海道瀬棚郡今金町字花石（国道230号交点）
- 総延長：29.261 km
- 実延長：21.838 km
- 重用延長：7.423 km

## 歴史
- 1978年（昭和53年）5月6日 - 路線認定[1]。
- 2017年（平成29年）4月1日 - 国道230号花石道路の開通に伴い、今金町字花石から今金町字住吉までの旧国道230号13.230 kmの区間を編入[2]。

## 路線状況

### 重複区間
- 国道230号：瀬棚郡今金町字寒昇 - 瀬棚郡今金町字今金
- 北海道道263号八雲今金線：瀬棚郡今金町字今金

### 道路施設

#### 主な橋梁
- 旧目名橋（56 m、利別目名川、せたな町北檜山区東丹羽-今金町神丘）
- 一寸星内橋（17 m、チョポシナイ川、今金町神丘）
- 新神居橋（54 m、トマンケシナイ川、今金町神丘）
- 緑和橋（39 m、チブタウシナイ川、今金町大和町-今金町緑町）
- 水車橋（47 m、上ハカイマップ川、今金町住吉）
- 住吉橋（114 m、後志利別川、今金町住吉）
- 住中橋（68 m、後志利別川、今金町住吉）
- 花石橋（71 m、後志利別川、今金町中里）
- 小金橋（40 m、珍古辺川、今金町花石）

## 地理
この路線の神丘周辺には、旧国鉄 瀬棚線 神丘駅のホームと線路跡や、ラジオの電波塔、畑と牛舎などがある。

### 通過する自治体
- 檜山振興局
  - 久遠郡せたな町
  - 瀬棚郡今金町

### 交差する道路
せたな町
- 国道230号 - 北檜山区丹羽（起点）
- 北海道道677号小倉山丹羽停車場線 - 北檜山区丹羽

今金町
- 国道230号 - 字花石（終点）
- 北海道道232号今金北檜山線 - 字種川
- 北海道道878号光台種川線 - 字種川
- 北海道道686号鈴岡今金停車場線 - 字今金

### 沿線にある施設など
せたな町
- 北海道檜山北高等学校 - 北檜山区丹羽360

今金町
- 花石郵便局